# 荷西·貝瑞歐斯
荷西·奧蘭多·貝瑞歐斯（英語：José Orlando Berríos，1993年10月10日—），綽號「機器」，為美國職棒大聯盟的投手，目前效力於多倫多藍鳥。他先前曾效力於明尼蘇達雙城，於2012年大聯盟選秀第一輪被雙城隊選走。

## 職業生涯

### 明尼蘇達雙城
2012年美國職棒大聯盟選秀，貝瑞歐斯在首輪32順位被雙城隊選中。他從新人聯盟起步，以一年升一級的速度，於2016年升上3A。
2016年
4月27日，貝瑞歐斯登上大聯盟。該年他先發14場比賽，拿下3勝7敗，防禦率8.02。在3A拿下10勝5敗，防禦率2.51。
2017年
這年他從3A出發，並拿下3連勝。5月13日，貝瑞歐斯重返大聯盟。整年他拿下14勝8敗，防禦率3.89。
2018年
該年他正式進入球隊的先發輪值中，他在球季第一次先發就投出3安打完封勝。4月12日，他投出平生涯新高的單場11次三振。6月7日，他投出生涯第二場完投勝，同時也是隊史第9位單場投出10次三振且沒有保送的完投投手。
貝瑞歐斯上半季拿下8勝7敗，防禦率3.54，成功入選明星賽。他在明星賽中繼1局無失分，拿下中繼成功。整季他拿下12勝11敗，防禦率3.84。完投和完封數都是聯盟第一。
2019年
這年他成為球隊的開幕戰先發，他在開幕戰主投7+2⁄3局送出10次三振無失分拿下勝投。7月3日，他生涯第二度入選明星賽。
2020年
該年他先發12場比賽，拿下5勝4敗，防禦率4.00，並送出68次三振。
2021年
該年他在雙城隊先發20場比賽，拿下7勝5敗，防禦率3.48，送出126次三振。

### 多倫多藍鳥
2021年7月30日，雙城將貝瑞歐斯交易到藍鳥，換來Austin Martin和Simeon Woods Richardson兩名新秀。

## 國際賽
貝瑞歐斯曾代表波多黎各出戰2013年和2017年的世界棒球經典賽，兩屆都奪下銀牌。

## 個人生活
貝瑞歐斯目前已婚，並育有3名子女。他和大都會游擊手哈維爾·巴耶茲是連襟關係。

## 外部連結
- 球員資訊和成績在MLB ，ESPN ，Baseball Reference ，Fangraphs ，The Baseball Cube ，Baseball Reference (Minors) ，Retrosheet （英文）
- 荷西·貝瑞歐斯在台灣棒球維基館上的頁面（繁體中文）
- 荷西·貝瑞歐斯的X（前Twitter）
- 荷西·貝瑞歐斯的Instagram帳戶